# Rhamnapoderus septemdumatus
Rhamnapoderus septemdumatus es una especie de coleóptero de la familia Attelabidae.

## Distribución geográfica
Habita en Camerún y República Democrática del Congo.